# Sportwagen-Weltmeisterschaft 1964

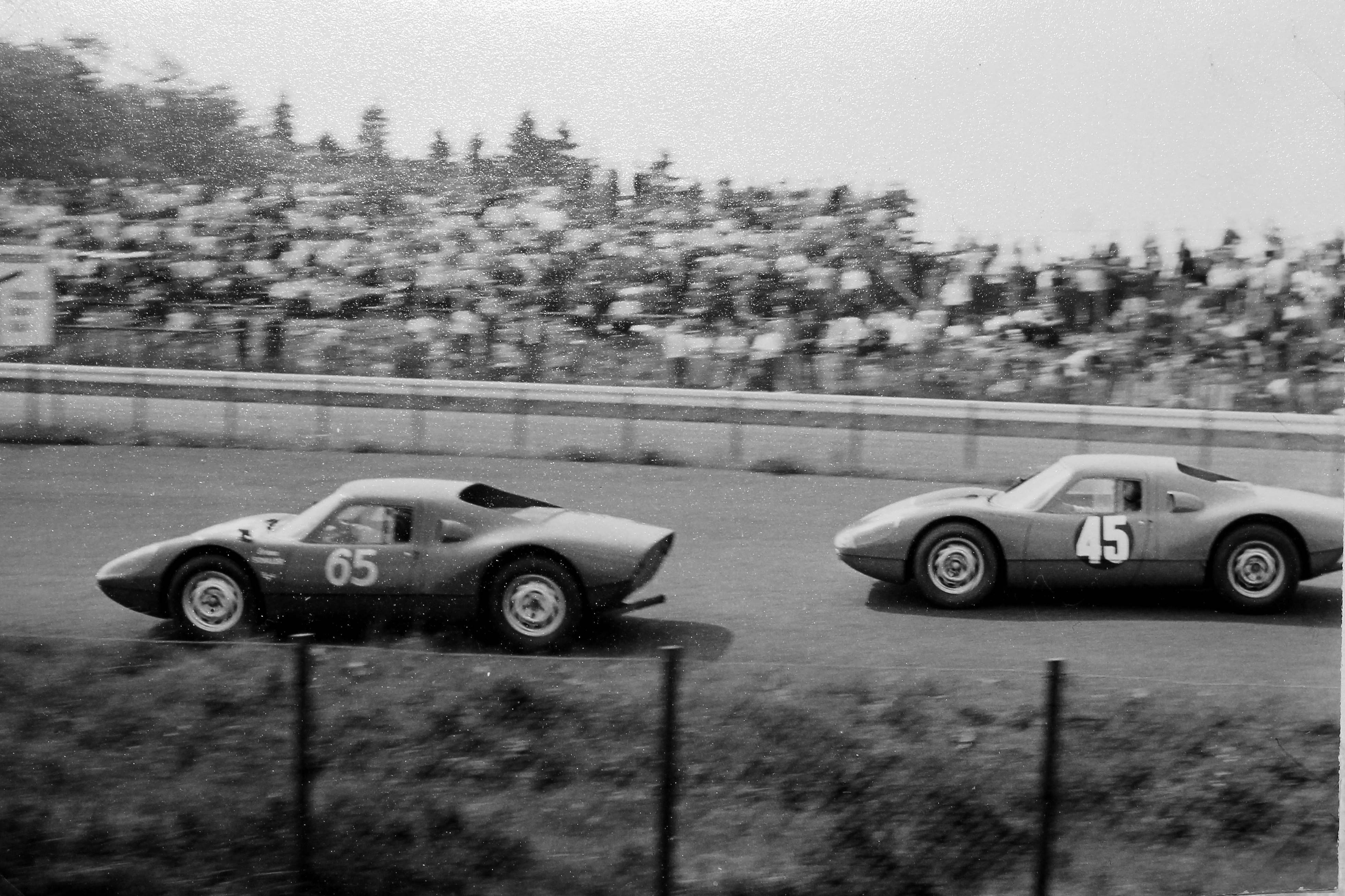
Die Porsche 904 GTS von Jo Siffert/Heinz Schiller (Startnummer 65) und Gerhard Koch und Ben Pon beim 1000-km-Rennen auf dem Nürburgring

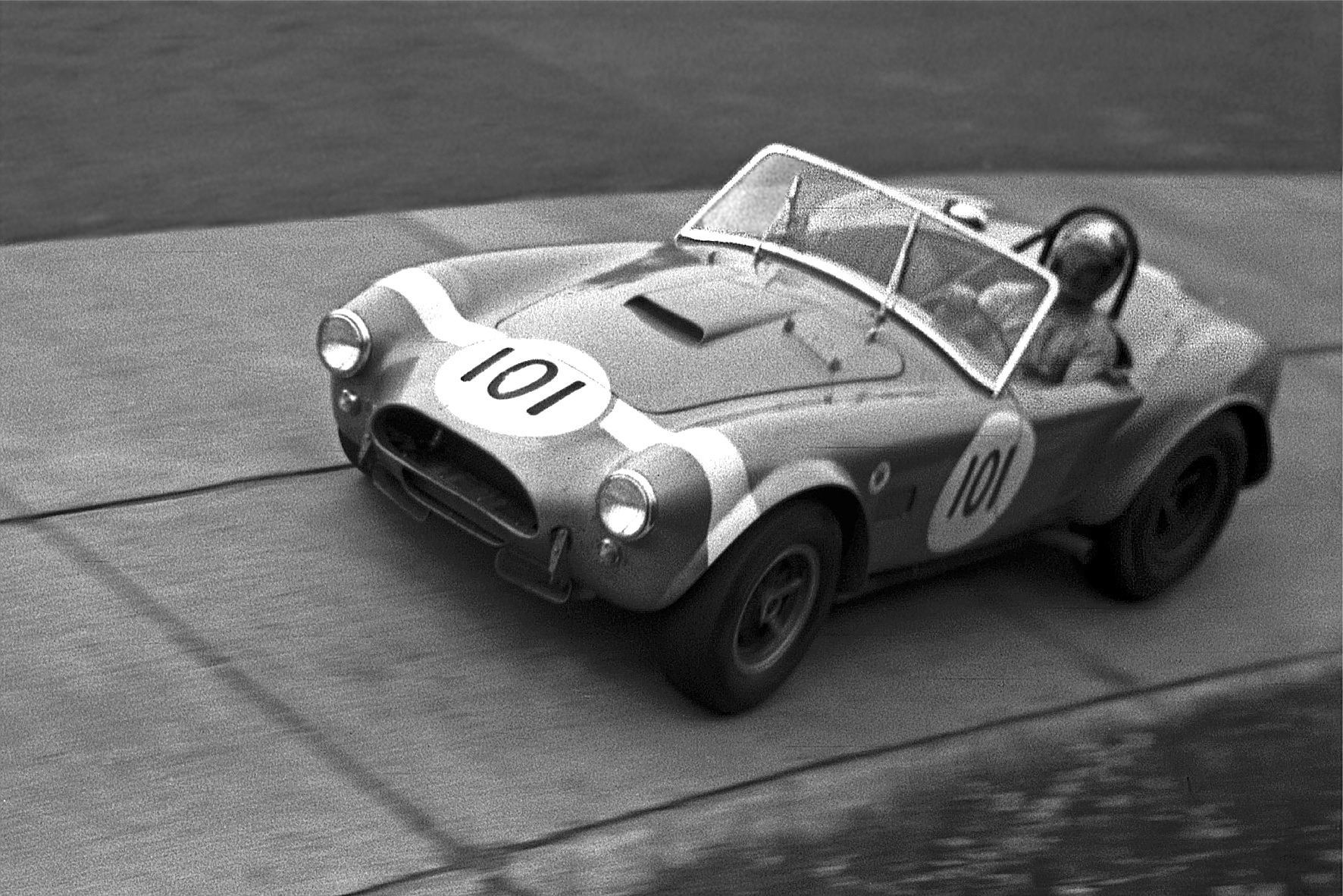
Bob Bondurant beim selben Rennen im AC Cobra

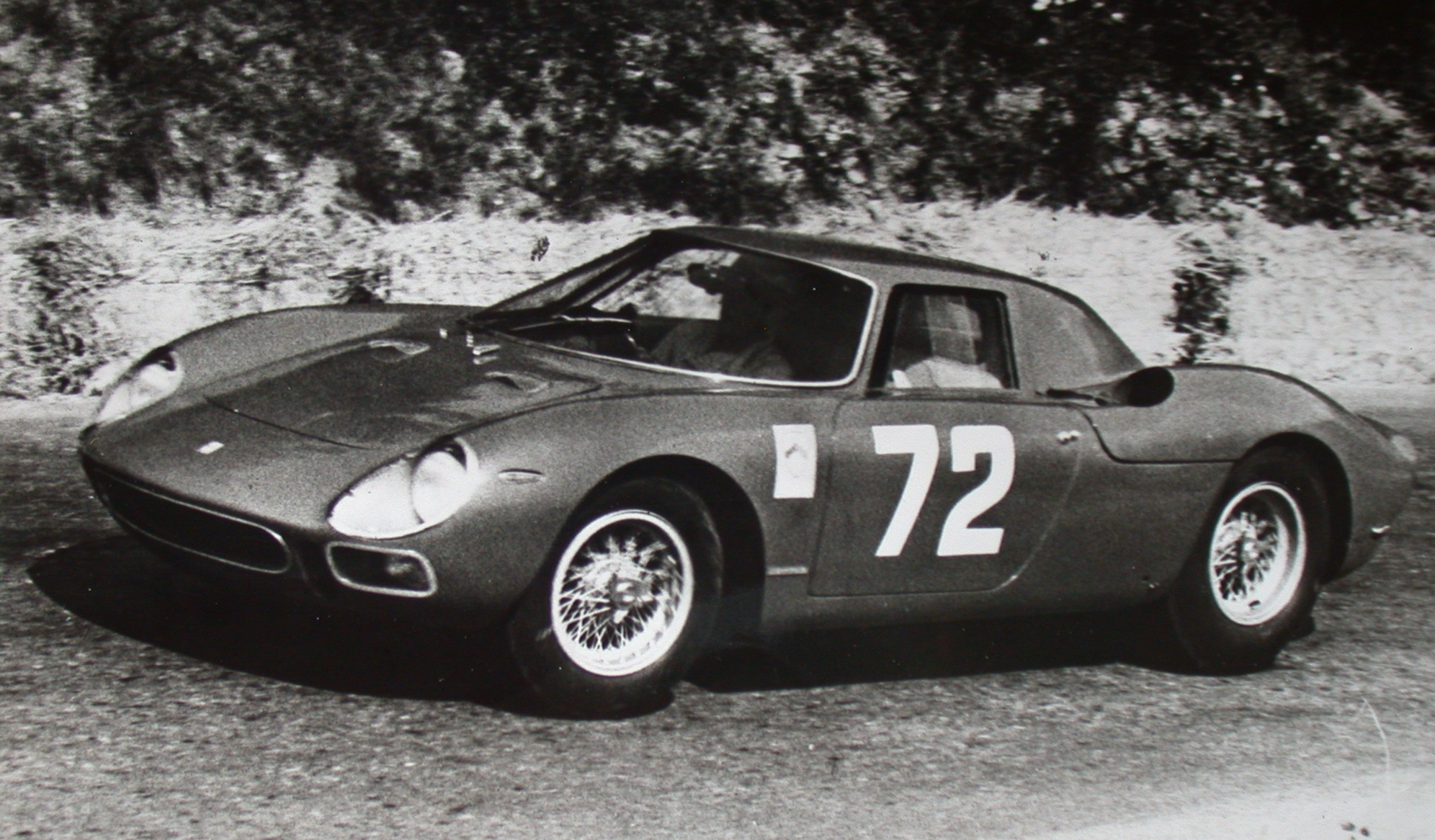
Ludovico Scarfiotti im Ferrari 250LM, bei seiner Siegesfahrt beim Bergrennen Sierra-Montagna

Die Sportwagen-Weltmeisterschaft 1964, auch Internationale-Meisterschaft für GT-Hersteller und Prototypen-Trophy, war die zwölfte Saison dieser Meisterschaft. Sie begann am 16. Februar und endete am 11. Oktober 1964.

## Meisterschaft
Auch 1964 war die Weltmeisterschaft ein Championat für GT-Fahrzeuge. Zu den Wertungen der diversen GT-Divisionen wurde auch eine Prototypen-Trophy ausgefahren, die das 12-Stunden-Rennen von Sebring, die Targa Florio, das 1000-km-Rennen auf dem Nürburgring und das 24-Stunden-Rennen von Le Mans umfasste. Insgesamt erhielten 20 Rennen den Status eines Weltmeisterschaftslaufes, darunter neben den erwähnten Sportwagenrennen, vier Bergrennen und Tour de France für Automobile. 
Die Rennen der Protoypen-Trophy wurde von den erwarteten Duellen der Rennsportwagen von Ferrari und Porsche geprägt. Das 12-Stunden-Rennen von Sebring endete mit dem Erfolg von Mike Parkes und Umberto Maglioli im Werks-Ferrari 275P. Ferrari verzichtete auf einen Werkseinsatz bei der Targa Florio, somit gab es einen Sieg von  Antonio Pucci und  Colin Davis im Porsche 904 GTS. Auf dem Nürburgring und in Le Mans blieb dann wieder die Scuderia Ferrari siegreich. Durch das Fehlen der Scuderia bei der Targa Florio wurde Ferrari am Ende der Saison disqualifiziert und verlor den Gesamtsieg der Prototypen-Trophy an Porsche.
Die diversen GT-Endwertungen wurden von Porsche, Ferrari und Abarth gewonnen. 

### Punktevergabe
Schon nach dem Ende der beiden voran gegangenen Saisons, wurde die für Außenstehende unübersichtliche Divisionseinteilung kritisiert. 1964 wurde zusätzlich ein Koeffizient bei der Vergabe der Weltmeisterschaftspunkte eingeführt. Für die ersten Sechs er jeweiligen Klassen wurde die Punkte in der Reihenfolge 9-6-4-3-2-1 vergeben. Die Rennen erhielten jedoch Koeffizienten von 2.0 (Le Mans) bis 1.0 (z. B. Bergrennen). Dazu gab es 1.6 (z. B. Sebring und die Targa Florio) und 1.3 (z. B. die RAC Tourist Trophy). Während der Sieger von Le Mans dadurch die doppelte Punktezahl erhielt, gab es für den Erfolg bei Bergrennen nur normale Punkte. Beim 1000-km-Rennen auf dem Nürburgring erhielt der Sieger durch den Koeffizienten 1,6 die Punktezahl 14,4 usw.

## Rennkalender
| Nr. | Datum               | Rennname / Rennstrecke                                             | Team                       | Gesamtsieger                        | Fahrzeug                   | Meisterschaft |
| --- | ------------------- | ------------------------------------------------------------------ | -------------------------- | ----------------------------------- | -------------------------- | ------------- |
| 1   | 16. Februar         | 2000-km-Rennen von Daytona (Daytona International Speedway)        | North American Racing Team | Pedro Rodríguez Phil Hill           | Ferrari 250 GTO/64         | GT            |
| 2   | 21. März            | 12-Stunden-Rennen von Sebring (Sebring International Raceway)      | SEFAC Ferrari              | Mike Parkes Umberto Maglioli        | Ferrari 275P               | Prototypen    |
| 3   | 26. April           | Targa Florio (Piccolo circuito delle Madonie)                      | Porsche System Engineering | Antonio Pucci Colin Davis           | Porsche 904 GTS            | Prototypen    |
| 4   | 3. Mai              | Großer Preis von Monza (Autodromo Nazionale Monza)                 | Abarth                     | Franco Patria                       | Abarth-Simca 1300 Bialbero | GT            |
| 5   | 17. Mai             | 500-km-Rennen von Spa-Francorchamps (Circuit de Spa-Francorchamps) | Maranello Concessionaires  | Mike Parkes                         | Ferrari 250 GTO/64         | GT            |
| 6   | 24. Mai             | Bergrennen Consuma (Passo della Consuma)                           |                            | Odoardo Govoni                      | Maserati Tipo 60           | GT            |
| 7   | 31. Mai             | 1000-km-Rennen auf dem Nürburgring (Nürburgring)                   | SpA Ferrari SEFAC          | Ludovico Scarfiotti Nino Vaccarella | Ferrari 275P               | Prototypen    |
| 8   | 31. Mai             | Bergrennen Rossfeld (Roßfeldhöhenringstraße)                       | Porsche System Engineering | Edgar Barth                         | Elva Mk.7                  | GT            |
| 9   | 20. – 21. Juni      | 24-Stunden-Rennen von Le Mans (Circuit des 24 Heures)              | SpA Ferrari SEFAC          | Jean Guichet Nino Vaccarella        | Ferrari 275P               | Prototypen    |
| 10  | 5. Juli             | 12-Stunden-Rennen von Reims (Circuit de Reims-Gueux)               | Maranello Concessionaires  | Graham Hill Joakim Bonnier          | Ferrari 250LM              | GT            |
| 11  | 9. August           | Bergrennen Freiburg-Schauinsland (Schauinslandstraße)              | Porsche System Engineering | Edgar Barth                         | Porsche 718 RS Spyder      | GT            |
| 12  | 16. August          | Coppa Cittá di Enna (Autodromo di Pergusa)                         | Abarth                     | Hans Herrmann                       | Abarth-Simca 2000 GT       | GT            |
| 13  | 29. August          | RAC Tourist Trophy (Goodwood Circuit)                              | Maranello Concessionaires  | Graham Hill                         | Ferrari 330P               | GT            |
| 14  | 30. August          | Bergrennen Sierra-Montagna (Crans-Montana)                         | Scuderia Filipinetti       | Ludovico Scarfiotti                 | Ferrari 250LM              | GT            |
| 15  | 6. September        | 500-km-Rennen auf dem Nürburgring (Nürburgring)                    | Abarth                     | Hans Herrmann Klaus Steinmetz       | Abarth-Simca 1300 Bialbero | GT            |
| 16  | 6. September        | 3-Stunden-Rennen von Monza (Autodromo Nazionale Monza)             | Ben Pon                    | Rob Slotemaker                      | Porsche 904 GTS            | GT            |
| 17  | 11. – 20. September | Tour de France für Automobile (Lille-Nizza)                        | Ecurie Francorchamps       | Lucien Bianchi Georges Berger       | Ferrari 250LM              | GT            |
| 18  | 19. September       | 500-km-Rennen von Bridgehampton (Bridgehampton Race Circuit)       | Ed Weschler                | Joe Buzzetta Bill Wuesthoff         | Porsche 904 GTS            | GT            |
| 19  | 20. September       | 500-km-Rennen von Bridgehampton (Bridgehampton Race Circuit)       | Mecom Racing Team          | Walt Hansgen                        | Scarab MK.IV               | GT            |
| 20  | 11. Oktober         | 1000-km-Rennen von Paris (Autodrome de Linas-Montlhéry)            | Maranello Concessionaires  | Graham Hill Joakim Bonnier          | Ferrari 330P               | GT            |

## Marken-Weltmeisterschaft für Konstrukteure

### GT-Wagen

#### GT-Wagen Division I bis 1,3-Liter-Hubraum
| Position | Konstrukteur            | 1 | 2    | 3 | 4    | 5 | 6 | 7    | 8 | 9 | 10 | 11  | 12 | 13 | 14  | 15 | 16 | 17   | 18   | 19 | 20   | Gesamt |
| -------- | ----------------------- | - | ---- | - | ---- | - | - | ---- | - | - | -- | --- | -- | -- | --- | -- | -- | ---- | ---- | -- | ---- | ------ |
| 1        | Abarth-Simca            |   | 14,4 |   | 11,7 |   | 9 | 14,4 |   |   |    | (9) |    |    | (9) | 9  |    |      |      |    | 14,4 | 72,9   |
| 2        | Triumph                 |   |      |   |      |   |   |      |   |   |    |     |    |    | 3   |    |    | 14,4 |      |    | 6,4  | 23,8   |
| 3        | Alfa Romeo              |   |      |   |      |   |   |      |   |   |    |     |    |    |     |    |    | 9,6  | 11,7 |    |      | 21,3   |
| 4        | Alpine                  |   |      |   |      |   |   |      |   |   |    |     |    |    |     |    |    | 6,4  | 7,8  |    |      | 14,2   |
| 5        | Lotus                   |   | 4,8  |   | 3,9  |   |   |      |   |   |    | 4   |    |    |     |    |    |      |      |    |      | 12,7   |
| 6        | Fiat-Abarth             |   |      |   | 2,6  |   |   |      |   |   |    | 6   |    |    | (1) | 2  |    |      |      |    |      | 10,6   |
| 7        | Automobiles René Bonnet |   | 9,6  |   |      |   |   |      |   |   |    |     |    |    |     |    |    |      |      |    |      | 9,6    |
| 8        | Glas                    |   |      |   |      |   |   | 4,8  |   |   |    |     |    |    |     | 3  |    |      |      |    |      | 7,8    |
| 9        | Austin-Healey           |   |      |   |      |   |   |      |   |   |    |     |    |    |     |    |    |      | 5,2  |    |      | 5,2    |
| 10       | NSU                     |   |      |   |      |   |   |      |   |   |    |     |    |    |     |    |    | 4,8  |      |    |      | 4,8    |
| 11       | Honda                   |   |      |   |      |   |   |      |   |   |    |     |    |    |     | 4  |    |      |      |    |      | 4      |
| 12       | Marcos                  |   |      |   |      |   |   |      |   |   |    |     |    |    |     | 1  |    |      |      |    |      | 1      |

#### GT-Wagen Division II bis 2-Liter-Hubraum
| Position | Konstrukteur | 1      | 2    | 3    | 4 | 5      | 6 | 7    | 8   | 9  | 10  | 11 | 12    | 13 | 14  | 15 | 16     | 17   | 18     | 19 | 20   | Gesamt |
| -------- | ------------ | ------ | ---- | ---- | - | ------ | - | ---- | --- | -- | --- | -- | ----- | -- | --- | -- | ------ | ---- | ------ | -- | ---- | ------ |
| 1        | Porsche      | (11,7) | 14,4 | 14,4 |   | (11,7) |   | 14,4 | 9   | 18 | (9) |    | (1,3) |    | (4) |    | (11,7) | 14,4 | (11,7) |    | 14,4 | 99     |
| 2        | Alfa Romeo   |        | 6,4  | 6,4  |   |        |   |      |     | 4  |     |    | (2,6) |    |     |    | (1,3)  | 3,2  | 5,2    |    | 4,8  | 30     |
| 3        | Abarth-Simca |        |      |      |   | 2,6    |   |      | (1) |    |     |    | 11,7  |    | 9   |    |        |      | 3,9    |    |      | 27,2   |
| 4        | MG           |        | 4,8  |      |   |        |   |      |     |    |     |    |       |    |     |    |        |      |        |    |      | 4,8    |
| 5        | Lotus-Ford   |        | 3,2  |      |   |        |   |      |     |    |     |    |       |    |     |    |        |      |        |    |      | 3,2    |
| 6=       | Volvo        |        |      |      |   |        |   |      |     |    |     |    |       |    |     |    |        |      | 2,6    |    |      | 2,6    |
| 6=       | Sunbeam      | 2,6    |      |      |   |        |   |      |     |    |     |    |       |    |     |    |        |      |        |    |      | 2,6    |
| 8        | Lotus        |        |      |      |   |        |   |      |     |    |     |    |       |    |     |    |        | 1,6  |        |    |      | 1,6    |

#### GT-Wagen Division III über 2-Liter-Hubraum
| Position | Konstrukteur | 1    | 2     | 3    | 4 | 5     | 6 | 7     | 8 | 9  | 10  | 11 | 12 | 13    | 14  | 15 | 16 | 17   | 18 | 19   | 20 | Gesamt |
| -------- | ------------ | ---- | ----- | ---- | - | ----- | - | ----- | - | -- | --- | -- | -- | ----- | --- | -- | -- | ---- | -- | ---- | -- | ------ |
| 1        | Ferrari      | 11,7 | (4,8) | 14,4 |   | 11,7  |   | 14,4  |   | 12 | (9) | 6  |    | (3,9) | (3) |    |    | 14,4 |    |      |    | 84,6   |
| 2        | Shelby       | 3,9  | 14,4  | 9,6  |   | (1,3) |   | (1,6) |   | 18 |     | 9  |    | 11,7  | (9) |    |    |      |    | 11,7 |    | 78,3   |
| 3        | Jaguar       |      |       |      |   |       |   |       |   |    | 4   |    |    | 2,6   |     |    |    |      |    |      |    | 6,6    |
| 4        | AC Cars      |      |       |      |   |       |   |       |   | 4  |     |    |    |       |     |    |    |      |    |      |    | 4      |
| 5        | Lancia       |      |       |      |   |       |   | 1,6   |   |    |     |    |    |       |     |    |    |      |    |      |    | 1,6    |

### Prototypen-Trophy

#### Prototypen bis 3-Liter-Hubraum
| Position | Konstrukteur  | 1 | 2   | 3    | 4 | 5 | 6 | 7   | 8 | 9 | 10 | 11 | 12 | 13 | 14 | 15 | 16 | 17 | 18 | 19 | 20 | Gesamt |
| -------- | ------------- | - | --- | ---- | - | - | - | --- | - | - | -- | -- | -- | -- | -- | -- | -- | -- | -- | -- | -- | ------ |
| 1        | Porsche       |   | 4,8 | 14,4 |   |   |   | 9,6 |   | 6 |    |    |    |    |    |    |    |    |    |    |    | 34,8   |
| 2        | Alpine        |   |     | 9,6  |   |   |   |     |   |   |    |    |    |    |    |    |    |    |    |    |    | 9,6    |
| 3        | Austin-Healey |   |     |      |   |   |   | 1,6 |   |   |    |    |    |    |    |    |    |    |    |    |    | 1,6    |

#### Prototypen über 3-Liter-Hubraum
| Position | Konstrukteur  | 1 | 2    | 3    | 4 | 5 | 6 | 7    | 8 | 9  | 10 | 11 | 12 | 13 | 14 | 15 | 16 | 17 | 18 | 19 | 20 | Gesamt |
| -------- | ------------- | - | ---- | ---- | - | - | - | ---- | - | -- | -- | -- | -- | -- | -- | -- | -- | -- | -- | -- | -- | ------ |
| 1        | Porsche       |   | 14,4 | 14,4 |   |   |   | 14,4 |   | 18 |    |    |    |    |    |    |    |    |    |    |    | 61,2   |
| 2        | Alpine        |   | 3,2  | 9,6  |   |   |   |      |   | 12 |    |    |    |    |    |    |    |    |    |    |    | 24,8   |
| 3        | Austin-Healey |   | 4,8  |      |   |   |   | 4,8  |   | 4  |    |    |    |    |    |    |    |    |    |    |    | 13,6   |